# Пистолет для пирсинга
Пирсинг пистолет — инструмент, предназначенный для прокалывания мочек ушей серьгой-иглой. Как правило, их используют в магазинах бижутерии и косметических салонах. Могут быть одноразовыми и многоразовыми
Среди профессиональных пирсеров пистолеты подвергаются критике, как фактически ненужный и опасный инструмент. Пистолеты старых конструкций нельзя обработать автоклавированием, поскольку большая часть корпуса состоит из пластика. Это создает повышенный риск передачи различных заболеваний через кровь.
В современных конструкциях все контактирующие части являются заменяемыми одноразовыми картриджами, которые дезинфицируются и упаковываются на производстве. Однако, у некоторых пистолетов есть еще один существенный недостаток — сдавливание места прокола, вследствие чего прокол может воспалиться, заживать дольше и в будущем возможно образование рубца.

## Виды

### Обычный
Наиболее распространенная модель. Мочка уха помещается между пластиной и украшением. При нажатии на курок, пружина освобождается и быстро сдвигает украшение к пластине.
Такой тип пистолета образует рваную рану и сильно сдавливает прокол. Не может быть обработан.

### Со сменными картриджами
Модификация обычного пистолета для пирсинга. Держатель украшения и прижимная пластина заменяются одноразовыми картриджами. В некоторых странах (Европа, Австралия) данная модификация является обязательной.

### Без пружины
Более новая конструкция. Вместо пружины, оператор сам сдвигает держатель с украшением.
Называются системами ручного давления (напр. система Caflon Safe Tec, S Plus, Studex System 75)

## Использование пирсинг пистолета для прокола других областей
Инструмент изначально предназначен только для прокола мочек ушей. Использование пистолета для прокола других областей, в частности, хрящей, может повлечь за собой разрыв, сильное воспаление, врастание украшения. В таких случаях будет необходима медицинская помощь.